# Утраченная Карелия
«Утраченная Карелия» (фин. Luovutettu Karjala) — термин, используемый в Финляндии для территорий Выборгской и (частично) Куопиоской губерний, переданных в состав СССР согласно Московскому договору 1940 года. В состав «Утраченной Карелии» входят города Выборг, Сортавала и Приозерск, а также посёлки Приморск и Лахденпохья. Кроме того, в составе переданных территорий оказались 37 сёл и части 20 волостей. Общая площадь «Утраченной Карелии» составила 24,7 тыс. км² (1/10 площади страны). В общей сложности на ней проживало около 450 000 жителей, большинство из которых безвозвратно потеряли своё имущество.

## История
После заключения Московского мирного договора 12 марта 1940 года территория Выборгской губернии была разделена между Ленинградской областью и новообразованной Карело-Финской ССР. В состав Ленинградской области вошла только южная часть территорий Карельского перешейка от р. Сестры до озёр Вуоксинской системы, город Койвисто (Приморск), а также курортные посёлки Лаутаранта, Терийоки и Куоккала. Земли, лежащие севернее Вуоксинских озёр, вместе с городами Виипури (Выборг), Кякисалми и Сортавала вошли в состав вновь образованной «двенадцатой республики» Советского Союза — Карело-Финской ССР. Небольшие отдельные части Куопиоской губернии (волости Пялкъярви и Иломантси) также вошли в состав КФССР. Таким образом, северо-западная граница Ленинградской области совпала с той, по которой советское руководство прежде намеревалось установить государственную границу с куусиненской Финляндией.
25 июня 1941 года Финляндия встает на сторону стран Оси, нападает на Советский Союз и занимает утраченную, по Московскому договору 1940 года, территорию, а также Олонецкий перешеек вместе со столицей Карело-Финской ССР — городом Петрозаводск.
10 июня 1944 года Красная Армия начала крупномасштабное наступление, тем самым освободив Олонецкий и Карельский перешейки. Была проведена повторная эвакуация мирного населения и 19 сентября 1944 года Финляндия заключила перемирие. После войны весь Карельский перешеек вместе с землями севернее Вуоксинских озёр стали частью Ленинградской области. В дальнейшем, территориальные уступки Финляндии были зафиксированы Парижским мирным договором 1947 года.
После войны указом Сталина было инициировано массовое заселение этого района «на добровольных началах». В основном в этот район переехали жители из ближайших уголков РСФСР, УССР и БССР. В 1948—1949 гг.. большинство географических топонимов на Карельском перешейке было заменено на русские за исключением Выборга, носившего иную языковую форму имени.
В послевоенное время на Карельском перешейке были организованы колхозы и совхозы, а церкви стали использоваться в других целях: так, Коневский Рождество-Богородичный монастырь стал использоваться военными в качестве склада оружия, в то время как другие культовые сооружения (кирхи и церкви) были переоборудованы в кинотеатры или амбары.

## Статистика
До начала советско-финской войны на территории «Утраченной Карелии» проживало порядка 410 тыс. человек. финского населения. Численность шведского населения в Выборгской губернии составила лишь 1,4 %, тогда как средний показатель по Финляндии составлял 13 %. На территории «Утраченной Карелии» имелось 450 предприятий, на долю производства которых пришлось 10 % от всего промышленного потенциала Финляндии. Особое значение имели целлюлозные заводы, доля производства которых составила одну четверть от всего размера производства. Площадь сельского посева на территории «Утраченной Карелии» занимала 12 %, лесохозяйств — 11 %.

## Современная ситуация
В настоящий момент на территории «Утраченной Карелии» проживают порядка 350 тыс. человек, большую часть которых составляют русские. Незначительную часть населения составляют финны, ингерманландцы, карелы. Большая часть современного населения сосредоточена в Выборге, а также в северных пригородах Санкт-Петербурга (Курортный район). После распада СССР большинство колхозов и совхозов были реорганизованы в акционерные общества и общества с ограниченной ответственностью, часть предприятий была обратно приватизирована. Наиболее важную область промышленности составляет целлюлозный завод в Светогорске и нефтепортовый завод в Приморске.
Усилиями финнов были осуществлены работы по реконструкции Библиотеки Алвара Аалто и нескольких достопримечательностей в парке Монрепо.

### Имущественные права
Парижский мирный договор не регулирует положение частной собственности тех, чьё имущество оказалось на территории СССР. Весной 2006 года адвокат Кари Сильвенноинен обратился с призывом к гражданам Финляндии, требуя от них судиться с российскими властями и заявлять о наличии прав частной собственности, которые были потеряны после окончания войны. Иски подавал и сам Сильвенноинен, формально являясь наследником личного имения деда под Сортавалой. В феврале 2007 года Европейский суд по правам человека отклонил данный иск, заявив о необходимости рассматривания данного дела исключительно с позиции российского законодательства. В 2007 году Выборгский городской суд отклонил иск Сильвенноинена в связи с фактическим отсутствием прав на наследие, ссылаясь на положения Парижского мирного договора и законодательство СССР того времени. Аналогично была отклонена и апелляция в Санкт-Петербургском городском суде. В 2008 году ЕСПЧ окончательно отказал Сильвеннойнену в этом иске.
Согласно устоявшейся точке зрения, на территориях, перешедших из состава Финляндии в состав СССР, вступило в силу иное законодательство, не признающее существование частной собственности в стране как таковой. Кроме того, статья 29 Парижского мирного договора (Договор 20/1947), касающаяся денежной компенсации за причиненный материальный ущерб, содержит следующий текст:
1. Финляндия отказывается от всех претензий любого характера, от имени Правительства Финляндии или финляндских граждан, к Союзным и Соединенным державам, связанных непосредственно с войной или вытекающих из мероприятий, предпринятых в силу существования состояния войны в Европе после 1 сентября 1939 года, независимо от того, находилась ли в это время соответствующая Союзная или Соединенная держава в состоянии войны с Финляндией или нет. Этот отказ от претензий включает нижеследующее:
a) претензии в связи с потерями или ущербом, понесенными вследствие действий вооруженных сил или властей Союзных или Соединенных держав;
--
2. Положения настоящей статьи должны исключать полностью и окончательно все претензии указанного выше характера, которые отныне будут прекращены, кто бы ни являлся заинтересованной стороной.

## Утраченные муниципалитеты Карелии

### Полностью утраченные
Полностью уступлены 37 волостей:
- Антреа
- Харлу
- Хейнйоки
- Хийтола
- Импилахти
- Яакимма
- Йоханнес
- Каннельярви
- Каукола
- Кирву
- Кивеннапа
- Койвисто (волость)
- Куолемаярви
- Куркийоки
- Кякисалми (волость)
- Лавансаари
- Лумиваара
- Метсяпиртти
- Муолаа
- Пюхяярви (Выборгская губерния)
- Рауту (Выборгская губерния)
- Рускеала
- Ряйсяля
- Саккола
- Салми
- Сейскари
- Соанлахти
- Сортавала (волость)
- Суйстамо
- Суоярви
- Териоки
- Уусикиркко
- Валкъярви
- Виипури (волость)
- Вуоксела
- Вуоксенранта
- Яюряпяя

Три города:
- Кякисалми
- Сортавала
- Виипури

Два посёлка:
- Койвисто
- Лахденпохья